# ابن عفيشة
عمير بن راشد بن عفيشة الشهواني الهاجري شاعر من شعراء دولة قطر وكان يلقب بـ «ابن عفيشة». ولد في منطقة تراب الحصين والتي تقع قريبا من الساحل الغربي لقطر عام 1890م وكان والده الشاعر راشد بن عفيشة. وقد تطرق في مختلف اغراض الشعر وكان غزيرا في إنتاجه له ديوان شعر صدر له بعد وفاته بتحقيق حمد حسن الفرحان سنة 1990م. توفي في 6/9/1982م.

## حياته
تزوّج عمير بن عفيشه أربع مرّات، وأنجب من ثلاث زوجات، فالأولى أنجبت ابنه السيد راشد، والزوجة الثانية أنجبت له ابنه حمد، والزوجة الثالثة أنجبت له ابنه فهد، وبعد وفاتها تزوّج بامرأة رابعة، وتوفي وهي لاتزال في عصمته. اتصل الشاعر عمير بن عفيشة وكان على علاقة وطيدة بمعظم حكام الجزيرة العربية في عصره، ومدح بعضهم، فمدح شيوخ آل خليفة، وشيوخ آل نهيان، وشيوخ آل ثاني، وملوك آل سعود، ورثى كثيرا منهم. كما كان للشاعر عمير علاقة قوية مع شعراء عصره في قطر، وتبادل الشعر معهم، من أمثال: لحاد الكبيسي، وصالح بن سلطان الكواري، وراشد بن عجب القروف الهاجري ن وعيسى بن أعبود الرميحي، خالد بن معجب الهاجري، وكذلك كانت له رديّات مع الشاعرة الإمارتية عوشة السويدي، وغيرهم.
عمر طويلاً وعاصر كثيرا من الحكام، وتبدلت كثيراً من أنظمة السلطة في جزيرة العرب في حياته، مما أثر في شعره تأثيراً بالغاً، فقد مدح السلطان عبد الحميد سلطان الدولة العلية التركية، خلفية المسلمين آنذاك ومدح الشيخ زايد بن خلفية آل نهيان، حاكم أبوظبي، جد الشيخ زايد بن سلطان آل نهيان، رئيس دولة الإمارات العربية المتحدة، ومدح بطبيعة الحال الشيخ جاسم بن محمد بن ثاني، مؤسس حكم آل ثاني في دولة قطر، وذكر المرحوم سعيد بن المحرور أننه أدركه وهو رجل كبير كفيف. وتوفي وقد ناهز الثمانين من عمره سنة 1982م.

## شعره
الشاعر عمير بن عفيشة الشهواني الهاجري أحد شعراء النبط في دولة قطر، له الكثير من الاشعار التي طرق فيها أغراض الشعر المعروفة، سار على نهج القصيدة العمودية المعروفة. وله قصائد في الشعر الشعبي. ويعتبرمن أبرز شعراء قطر في القرن العشرين، وكانت له الحظوة عند حكام الخليج عامة. كما يعد أحد شعراء النبط.
ومن أشهر قصائده فخرا بقبيلته ما جاء ردا لأحد السائلين، يقول فيها: